# Grande Prêmio da França de 2019 (MotoGP)
O Grande Prêmio da MotoGP da França de 2019 ocorreu em 19 de maio.

## Resultados

### Classificação MotoGP
| Pos | Piloto            | Equipe                       | Moto    | Tempo     | Pontos |
| --- | ----------------- | ---------------------------- | ------- | --------- | ------ |
| 1   | Marc Marquez      | Repsol Honda Team            | Honda   | 41'53.647 | 25     |
| 2   | Andrea Dovizioso  | Ducati Team                  | Ducati  | +1.984    | 20     |
| 3   | Danilo Petrucci   | Ducati Team                  | Ducati  | +2.142    | 16     |
| 4   | Jack Miller       | Pramac Racing                | Ducati  | +2.940    | 13     |
| 5   | Valentino Rossi   | Monster Energy Yamaha MotoGP | Yamaha  | +3.053    | 11     |
| 6   | Pol Espargaro     | Red Bull KTM Factory Racing  | KTM     | +5.935    | 10     |
| 7   | Franco Morbidelli | Petronas Yamaha SRT          | Yamaha  | +7.187    | 9      |
| 8   | Fabio Quartararo  | Petronas Yamaha SRT          | Yamaha  | +8.439    | 8      |
| 9   | Cal Crutchlow     | LCR Honda CASTROL            | Honda   | +9.853    | 7      |
| 10  | Alex Rins         | Team SUZUKI ECSTAR           | Suzuki  | +13.709   | 6      |
| 11  | Jorge Lorenzo     | Repsol Honda Team            | Honda   | +15.003   | 5      |
| 12  | Aleix Espargaro   | Aprilia Racing Team Gresini  | Aprilia | +29.512   | 4      |
| 13  | Johann Zarco      | Red Bull KTM Factory Racing  | KTM     | +33.061   | 3      |
| 14  | Hafizh Syahrin    | Red Bull KTM Tech 3          | KTM     | +35.481   | 2      |
| 15  | Miguel Oliveira   | Red Bull KTM Tech 3          | KTM     | +36.044   | 1      |
| 16  | Joan Mir          | Team SUZUKI ECSTAR           | Suzuki  | 1 volta   | 0      |

### Classificação Moto2
| Pos | Piloto                | Equipe                       | Moto      | Tempo     | Pontos |
| --- | --------------------- | ---------------------------- | --------- | --------- | ------ |
| 1   | Alex Marquez          | EG 0,0 Marc VDS              | Kalex     | 40'36.428 | 25     |
| 2   | Jorge Navarro         | Lightech Speed Up            | Speed Up  | +1.119    | 20     |
| 3   | Augusto Fernandez     | FLEXBOX HP 40                | Kalex     | +1.800    | 16     |
| 4   | Brad Binder           | Red Bull KTM Ajo             | KTM       | +6.015    | 13     |
| 5   | Xavi Vierge           | EG 0,0 Marc VDS              | Kalex     | +7.057    | 11     |
| 6   | Thomas Luthi          | Dynavolt Intact GP           | Kalex     | +9.401    | 10     |
| 7   | Enea Bastianini       | Italtrans Racing Team        | Kalex     | +10.095   | 9      |
| 8   | Marcel Schrotter      | Dynavolt Intact GP           | Kalex     | +10.475   | 8      |
| 9   | Iker Lecuona          | American Racing KTM          | KTM       | +11.246   | 7      |
| 10  | Nicolo Bulega         | SKY Racing Team VR46         | Kalex     | +17.112   | 6      |
| 11  | Tetsuta Nagashima     | ONEXOX TKKR SAG Team         | Kalex     | +18.537   | 5      |
| 12  | Fabio Di Giannantonio | Lightech Speed Up            | Speed Up  | +19.817   | 4      |
| 13  | Luca Marini           | SKY Racing Team VR46         | Kalex     | +27.815   | 3      |
| 14  | Joe Roberts           | American Racing KTM          | KTM       | +27.888   | 2      |
| 15  | Stefano Manzi         | MV Agusta Idealavoro Forward | MV Agusta | +49.139   | 1      |
| 16  | Lukas Tulovic         | Kiefer Racing                | KTM       | +50.800   | 0      |
| 17  | Jake Dixon            | Sama Qatar Angel Nieto Team  | KTM       | +51.688   | 0      |
| 18  | Marco Bezzecchi       | Red Bull KTM Tech 3          | KTM       | +53.223   | 0      |
| 19  | Philipp Oettl         | Red Bull KTM Tech 3          | KTM       | +1'00.859 | 0      |
| 20  | Jorge Martin          | Red Bull KTM Ajo             | KTM       | +1'03.717 | 0      |

### Classificação Moto3
| Pos | Piloto              | Equipe                      | Moto  | Tempo     | Pontos |
| --- | ------------------- | --------------------------- | ----- | --------- | ------ |
| 1   | John Mcphee         | Petronas Sprinta Racing     | Honda | 37'48.689 | 25     |
| 2   | Lorenzo Dalla Porta | Leopard Racing              | Honda | +0.106    | 20     |
| 3   | Aron Canet          | Sterilgarda Max Racing Team | KTM   | +0.757    | 16     |
| 4   | Gabriel Rodrigo     | Kömmerling Gresini Moto3    | Honda | +0.978    | 13     |
| 5   | Andrea Migno        | Bester Capital Dubai        | KTM   | +1.201    | 11     |
| 6   | Kaito Toba          | Honda Team Asia             | Honda | +1.410    | 10     |
| 7   | Celestino Vietti    | SKY Racing Team VR46        | KTM   | +1.451    | 9      |
| 8   | Kazuki Masaki       | BOE Skull Rider Mugen Race  | KTM   | +1.636    | 8      |
| 9   | Jakub Kornfeil      | Redox PruestelGP            | KTM   | +1.848    | 7      |
| 10  | Raul Fernandez      | Sama Qatar Angel Nieto Team | KTM   | +2.049    | 6      |
| 11  | Albert Arenas       | Sama Qatar Angel Nieto Team | KTM   | +2.663    | 5      |
| 12  | Jaume Masia         | Bester Capital Dubai        | KTM   | +3.748    | 4      |
| 13  | Makar Yurchenko     | BOE Skull Rider Mugen Race  | KTM   | +11.812   | 3      |
| 14  | Ayumu Sasaki        | Petronas Sprinta Racing     | Honda | +11.896   | 2      |
| 15  | Filip Salac         | Redox PruestelGP            | KTM   | +30.511   | 1      |
| 16  | Can Oncu            | Red Bull KTM Ajo            | KTM   | +32.544   | 0      |
| 17  | Tom Booth-amos      | CIP Green Power             | KTM   | +40.026   | 0      |